# 亞伯拉罕·迪凱納
亞伯拉罕·迪凱納（法語：Abraham Duquesne，法語發音：[abʁa.am dykɛn]；1610年—1688年2月2日），法國海軍中將與海上英雄。

## 生平
迪凱納生於法國西北的迪耶普，為船長之子。在父親的指引下，他從小就開始艱苦的海上學徒生涯，並成為新教的胡格諾派。在當過一段時間的商船船長後，迪凱納於27歲（1636年）時成為一艘法國戰艦的指揮官，在1635年－1659年的法西戰爭中，於萊蘭群島跟西班牙人激戰，1641年又在塔拉哥納和加沃·德加塔（Cabo de Gata）立下戰功、嶄露頭腳。
當注重海軍的法國名相利希留於1642年過世，繼任的宰相馬薩林因財政困難而削減海軍經費，於是在1643年，迪凱納離開法國到瑞典為克里斯蒂娜女王效勞。他在1644年瑞丹戰爭的科爾貝格之戰中，以猛將之姿協助擊敗了丹麥國王克里斯蒂安四世親自指揮的丹麥海軍。1645年瑞典與丹麥議和之後，他回到了法國。

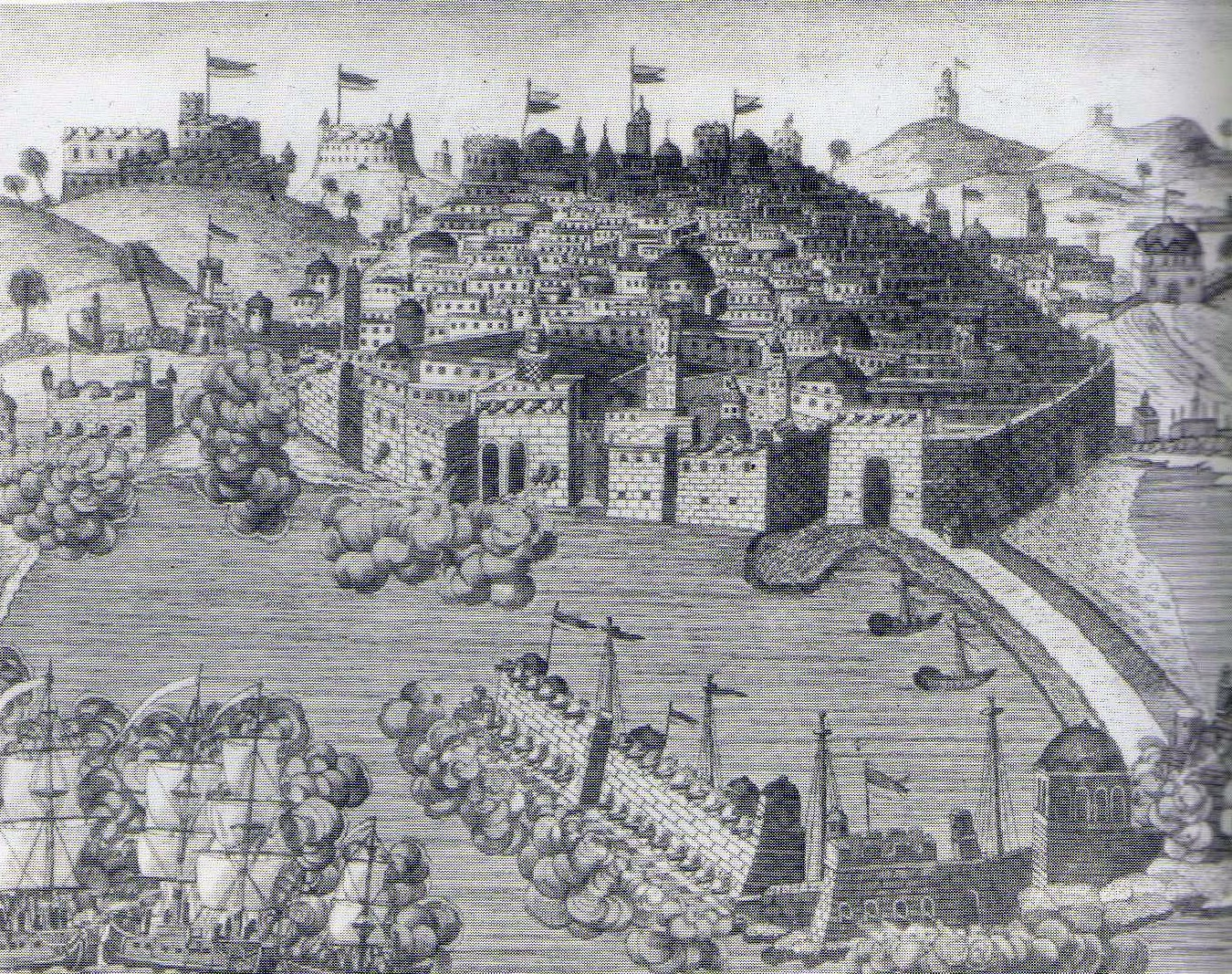
1682年砲轟阿爾及爾

1650年，迪凱納用自己的錢裝備了一支小艦隊，並打敗一支英國和西班牙的聯合艦隊，英西當時打算趁法國1648年－1653年投石黨內戰大動盪時，支援控制法國西南波爾多的投石黨人。在這次勝利之後，他被法王路易十四任命為海軍准將，後來又在1667年被提拔為海軍中將。當1672年－1678年的法荷戰爭開打後，他替急速強化的法國海軍作戰，不但表現為海軍將領中的第一優秀，更在1676年與荷蘭、西班牙的地中海戰役中，4月於墨西拿打退並擊斃了當時的荷西聯軍統帥──大名鼎鼎的荷蘭「海神」魯伊特，後來又在同年6月的巴勒摩戰役中（副手為另一海軍名將圖爾維爾），徹底摧毀了荷西的艦隊，使法國稱霸地中海，他也成為海上英雄、名震歐洲。雖然他是路易十四討厭的胡格諾派，但建下如此的豐功偉業，仍使他在1681年被封為布切特侯爵，享有貴族的身分與領地。
之後幾年，他肅清了地中海的柏柏人海盜，並用新式大砲在1682年－1683年三次砲轟阿爾及爾，又在1684年重盟战争中砲轟熱那亞，逼使熱那亞共和國向法國臣服。1684年他因健康惡化而正式退休，並在1685年路易十四撤銷南特詔令、迫害胡格諾派時，受到國王的特赦與保護。1688年2月2日，他在巴黎去世。

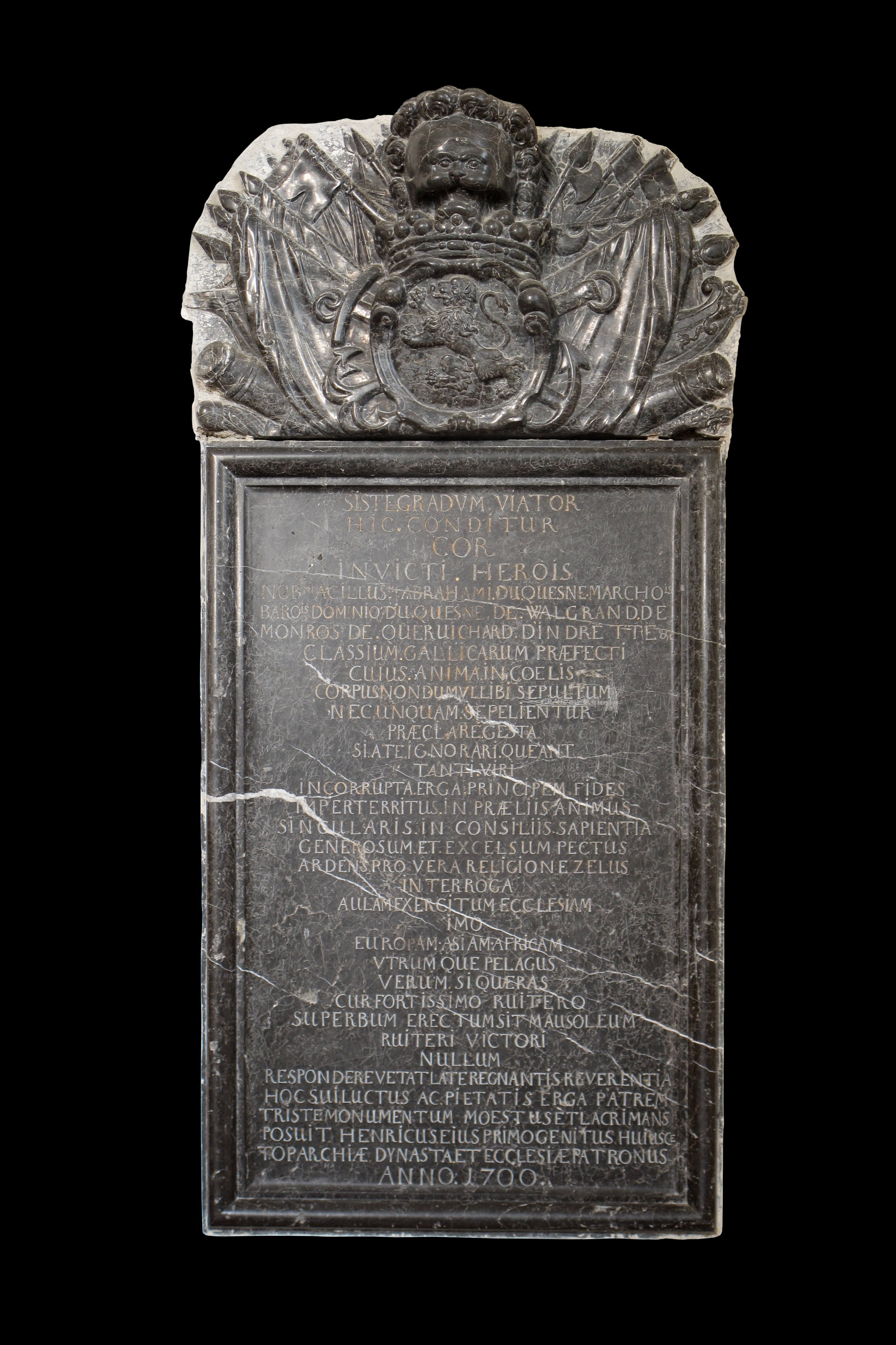
迪凱納的匾額與心臟